# Eparchia mukaczewska (Kościół katolicki obrządku bizantyjsko-rusińskiego)
Greckokatolicka eparchia mukaczewska – eparchia Kościoła katolickiego obrządku bizantyjsko-rusińskiego, istniejąca od 1771 r. Od 1780 r. siedzibą eparchii jest Użhorod. Nie podlega Kościołowi katolickiemu obrządku bizantyjsko-ukraińskiego, który wywodzi się z Kościoła unickiego w Rzeczypospolitej Obojga Narodów powstałego po unii brzeskiej (1596). Jest samodzielną diecezją podporządkowaną bezpośrednio Stolicy Apostolskiej nawiązującą do tradycji unii kościelnych zawartych na terenie monarchii Habsburgów: użhorodzkiej (1646) i mukaczewskiej (1771).

## Biskupi ordynariusze
- Iwan Bradacz (1768 —1772)
- Andrej Bačinsky (Andrij Baczynskyj) (1773-1809)
- Alexis Potsy (1817-1831)
- Wasyl Popowycz (2 października 1837-)
- Stefan Pankovics (1867-1874)
- Ioann Pasztelyi (1875-1891)
- Julij Fircak(inne języki) (1891-1912)
- Antal Papp (1912-1924)
- Piotr Gebé (1924-1931)
- Aleksander Stojka (1932–1943)
- bł. Teodor Romża (1944–1947)
- Iwan Semedi (1983–2002)
  - Milan Šašik, CM (2002-2010) (administrator apostolski)
- Milan Šašik, CM (2010-2020)
  - Nił Łuszczak (2020-2024) (administrator apostolski)
- Teodor Matsapula (od 2024)